# Sarakoira (Niger)
Sarakoira (auch Garakoïre, Sara Koira, Sara Koiré, Sara Koyra, Sara Koyré) ist ein Dorf und der Hauptort der Landgemeinde Anzourou in Niger.

## Geographie
Die Landgemeinde Anzourou, deren Hauptort Sarakoira ist, gehört zum Departement Tillabéri in der gleichnamigen Region Tillabéri. Sarakoira liegt rund 40 Kilometer nordwestlich der Regionalhauptstadt Tillabéri. Zu den Siedlungen in der näheren Umgebung des Dorfs zählen Molia im Nordosten und Bossou Bangou im Südosten. Sarakoira ist wie die gesamte Gemeinde Anzourou Teil der Sahelzone.

## Geschichte
Bei einer Untersuchung im Februar 1974 wurden beim Befall mit der Saugwürmer-Art Schistosoma haematobium unter den 5- bis 19-Jährigen eine Prävalenz von 36 Prozent und bei der gesamten Dorfbevölkerung eine Prävalenz von 31 Prozent festgestellt. Bei Überschwemmungen am 13. und 14. August 2011 stürzten 18 Wohnhäuser und 10 Getreidespeicher ein und 5,6 Hektar landwirtschaftliche Nutzflächen wurden überflutet. Mit Stand Dezember 2021 waren infolge der wachsenden Unsicherheit in der Region 2884 Personen aus 1305 Haushalten aus Gadabo, Sangara, Zibane und Zibane Kouara Tégui nach Sarakoira geflohen.

## Bevölkerung
Bei der Volkszählung 2012 hatte Sarakoira 988 Einwohner, die in 132 Haushalten lebten. Bei der Volkszählung 2001 betrug die Einwohnerzahl 766 in 103 Haushalten und bei der Volkszählung 1988 belief sich die Einwohnerzahl auf 540 in 74 Haushalten.

## Wirtschaft und Infrastruktur
Im Dorf gibt es einen Wochenmarkt. Der Markttag ist Mittwoch. Mit einem Centre de Santé Intégré (CSI) ist ein Gesundheitszentrum im Ort vorhanden. Der CEG Sarakoira ist eine Schule der Sekundarstufe des Typs Collège d’Enseignement Général. Das Dorf hat große Probleme mit einer unzureichenden Trinkwasserversorgung. Sarakoira ist über die 10,9 Kilometer lange Landstraße RR6-006 mit der Nationalstraße 1 verbunden.